# 薩勒河 (萊訥河支流)
52°7′55.6″N 9°45′13.3″E / 52.132111°N 9.753694°E

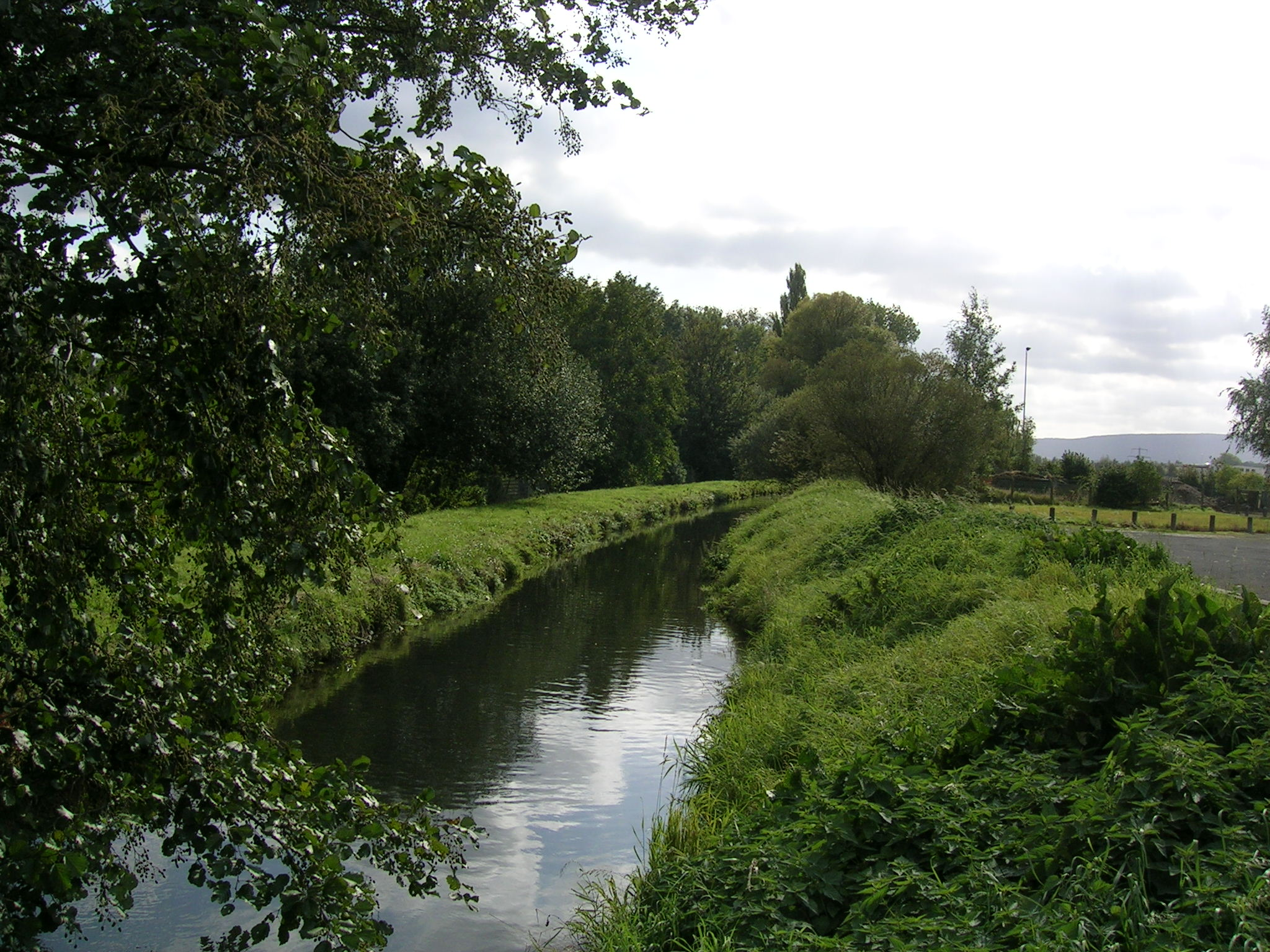

薩勒河（德語：Saale），是德國的河流，位於該國西北部，由下薩克森州負責管轄，屬於萊訥河的左支流，河道全長32公里，流域面積202平方公里，發源自杜英根，河口處在埃爾策。